# 延長工作時間 (臺灣)
延長工作時間簡稱延長工時，俗稱加班，是指臺灣勞工在正常工作時間以外工作的時間。工作時間是勞動者為了工資而付出的時間範圍，是勞動關係的核心問題之一。:323臺灣採用「八小時工作制」，勞工每日正常工時不得超過8小時，每週不得超過40小時。雇主若要求勞工在正常工時以外時間工作，應依法認列為延長工時，並發給延長工時工資（俗稱加班費）:252，也可依勞工意願換成補休。:253

## 定義與要件
本法所定雇主延長勞工工作之時間如下：

一、每日工作時間超過八小時或每週工作總時數超過四十小時之部分。但依本法第三十條第二項、第三項或第三十條之一第一項第一款變更工作時間者，為超過變更後工作時間之部分。

二、勞工於本法第三十六條所定休息日工作之時間。——《勞動基準法施行細則》第20-1條，
臺灣採用「八小時工作制」，勞工每日正常工時不得超過8小時，每週不得超過40小時。正常情況下，每日工作超過8小時，或每週工作超過40小時，超過之部分即為延長工作時間。但如果事業單位已經透過變形工時更改工作時間，延長工時指的是「超過變更後工作時間」的部分。:87此外，勞工若在法定休息日工作，其工作時間也是延長工作時間。:87原則上，臺灣勞工每日總工時（正常工時＋延長工時）不得超過12小時，延長工時每月不得超過46小時；:221但僱用勞工人數30人以上之雇主在「加班總工時不變」原則下，可經工會或勞資會議同意，調整延長工時為「1個月不超過54小時、每3個月不超過138小時」，且須送請主管機關備查。:221
事業單位設立加班制度前，必須先經過工會（僅限企業工會）或勞資會議在程序上的集體同意。:180-181「取得集體同意」是臺灣雇主要求勞工加班前的必經程序，也是雇主解開正常工時上限的要件。:180不過，若事業單位遇到天災、事變、突發事件，急須勞工加班從事預防或重建工作，卻還要先取得集體同意，勢必緩不濟急。:114立法者便在《勞動基準法》（簡稱勞基法）第32條第4項例外允許雇主可在前述情形要求勞工加班，24小時內再通知工會或當地主管機關，事後除了要給加班費，也要補給勞工適當的休息。:115至於加班是否還要經過勞工個人同意，臺灣法學界仍無定論，肯定論、否定論、折衷論皆有；:89-90可以肯定的是，勞工若以健康或其他正當理由拒絕加班，雇主不能強制其工作。:113
加班不能任意為之。雇主必須符合法定事由，才能要求勞工加班，例如在坑道內從事非監視性工作的勞工，若無天災、事變、突發事件情形，不得加班。:88至於在坑道以外地方工作的勞工，其加班是否合法，需綜合「加班是否具有必要性」及「勞工所受不利益程度」作為考量。:113由於《勞基法》及其施行細則均未界定何謂「必要」，學界對此見解分歧。:183如學者王能君認為，何謂「必要」需憑勞資協商及個案事實認定；:103-104而學者鄭津津則認為，加班之必要性應由雇主衡量，不須考量內部運作或外部狀況。:48-49

## 緣由
工作時間是勞動者為了工資而付出的時間範圍，是勞動關係的核心問題之一。:323勞工在雇主指揮監督下提供勞務，或受指示等待提供勞務的時間，即為臺灣法學實務上認定的工作時間。:87雇主在工作量超乎預期時，往往會為了趕工（或趕著提供服務）、遞補缺勤者職務或其它經濟性目的，而要求勞工在正常工時以外時間工作。:326工業革命後，資本家為維持最大產能、擴大生產，而增加工人的工作時間，往往一日工作12小時以上、每週90小時至100小時以上，對勞工健康不利。:172
1908年，紐西蘭率先立法明定八小時工作制；歐洲各國在第一次世界大戰後跟進立法規定每日工作8小時、每週工作6日；美國勞工也發起「八小時運動」，要求政府介入規範工作時間上限，爭取一日之中8小時工作、8小時休閒、8小時睡眠；:172-173國際勞工組織也分別制定《工業工作時間公約》、《商業工作時間公約》，揭示八小時工作制原則。:174至於中華民國，則先在《工廠法》第8條規定成年工人每日工時以8小時原則，後來又在1974年7月30日公布的《勞動基準法》中明訂八小時工作制，每週工作48小時。:174
為順應世界潮流、配合政府部門實施隔週休二日，立法院經2000年6月16日第4屆第3次會期第24次會議通過，修訂法定正常工時為二週84小時，自2001年1月1日起實施。:1722015年6月3日，立法院再度修正《勞基法》，規定勞工每日正常工時不得超過8小時，每週不得超過40小時，即「八小時工作制」，自2016年1月1日起實施。:173同年年底，為了配合企業經營需要，又再增訂「一例一休」條款，規定「每七日應有二日之休息，其中一日為例假，另一日為休息日」；且為了落實「加班為例外情況」之原則，該次修正案提高休息日加班費計算標準。:1732018年1月31日，《勞基法》再度修正，增訂加班換補休機制、休息日加班費依實際工作時間核算、延長工作時間時數總量控管等。:173

## 認定
出勤紀錄內記載之勞工出勤時間，推定勞工於該時間內經雇主同意而執行職務。——《勞動事件法》第38條，
實務上，臺灣雇主為了計算加班時數、管理成本，大多設有加班申請或報備制度。:184在《勞動事件法》（簡稱《勞事法》）通過之前，臺灣法學界及法院判決對此有諸多爭議，包括：「加班是否需經雇主同意？」、「加班申請程序或出勤紀錄是否可作為加班時數認定依據？」、「加班舉證責任由勞方或資方負擔？」等問題。:186肯定加班申請制之論者認為，勞動契約是雙務契約，加班需經勞資雙方議定，勞工若自行加班，雇主並無義務受領；若勞工自主逾時停留工作場所，或未經申請加班，將造成雇主管理不易；因而，勞工加班前，應依雇主訂定之程序申請加班，並負舉證責任。:186-187反對論者則認為，勞工既有提供勞務之事實，雇主即有給付工資之義務；《勞基法》第24條、第39條均為強制規定，雇主依法就應給付加班費，要求勞工先申請才能加班，是強加勞工法律所無義務；因而，勞工並無義務遵守加班申請程序，雇主既有置備出勤紀錄之義務，理應負擔較多舉證責任。:187
此處之義務，指的是雇主依《勞基法》第30條第5項規定必須置備出勤紀錄，並保存5年；而出勤紀錄所記載的時間，是否均為工作時間，便成為最主要的加班認定問題。:184為了解決上述爭議，立法者遂制定《勞動事件法》，於2020年公布施行；依該法第38條規定，出勤紀錄所顯示的工作時間，推定為勞工實際的工作時間，使勞工不必自行舉證證明「該段時間是否為工作時間」、「加班是否經過雇主同意」。:190換言之，《勞動事件法》降低勞工舉證責任及訴訟門檻；雇主若認為出勤紀錄記載不實，應另外舉證反駁。:190
臺灣雇主於工作時間之舉證，雖需負擔較多責任，但不代表勞工就沒有舉證責任。:190《勞事法》第38條規定僅是在「事實上」推定出勤紀錄記載之時間為工作時間，不代表「權利上」也是如此，因此雇主仍有提出證據反駁之權利。:190法學家邱羽凡指出，勞工通常無力證明每日出勤時間均有執行職務，而雇主原本就負有管理責任，若發生「勞工逾時停留工作場所，但未執行職務」之爭議，雇主也比較有舉證能力，是法律提高雇主舉證責任之主因。:46若雇主拒絕提供出勤紀錄給承審法官，《勞事法》賦予法院對雇主強制執行的權力，也可以裁定雇主繳納新臺幣3萬元以下罰鍰。:27-28雇主若無正當理由拒絕提供出勤紀錄，法院也有權力認定勞方提供的出勤資料為真實，作為對雇主的制裁。:29不過，由於《勞事法》施行不久，尚未完全解決「加班申請制」與「勞工自主加班」爭議，仍需更多判例檢驗。:49

## 補償

### 延長工時工資（加班費）
雇主延長勞工工作時間者，其延長工作時間之工資，依下列標準加給：

一、延長工作時間在二小時以內者，按平日每小時工資額加給三分之一以上。

二、再延長工作時間在二小時以內者，按平日每小時工資額加給三分之二以上。

三、依第三十二條第四項規定，延長工作時間者，按平日每小時工資額加倍發給。

雇主使勞工於第三十六條所定休息日工作，工作時間在二小時以內者，其工資按平日每小時工資額另再加給一又三分之一以上；工作二小時後再繼續工作者，按平日每小時工資額另再加給一又三分之二以上。——《勞動基準法》第24條，
臺灣勞工加班後，雇主應給付加班費。:252加班費是勞工工作超過法定工作時間，雇主依《勞基法》規定標準加給的費用，是《勞基法》第2條定義的「工資」之一。:141:112法律規定加班費計算標準的主因，是藉由法律防止勞工競爭兜售勞動力，並提高雇主命令勞工加班的成本，防止勞工因工作時間過度增加損害健康。:154法規原文所稱「平日每小時工資額」，指的是勞工在每日正常工作時間內，平均每小時的工資；「加倍發給」指的則是「當日工資照給外，再加發1日工資」，因為勞工假日無論出勤多久，都已無法充分運用假日時間。:184
臺灣勞工加班2小時以內，按平日每小時工作額加給三分之一以上工資；若再度延長加班時間2小時以內，則按平日每小時工資額加給三分之二以上工資；若勞工因天災、事變、突發事件緣故加班，加班費為平日每小時工資額的一倍。:183舉例來說，某勞工平日每小時工資為新臺幣120元，某日加班2小時，雇主至少應發給320元加班費（算式：120×[1+{\displaystyle {1 \over 3}}]×2=320元）；加班3小時，至少應發給520元（算式：120×[1+{\displaystyle {1 \over 3}}]×2+120×[1+{\displaystyle {2 \over 3}}]=520元）；如因天災、事變、突發事件加班，雇主每小時需支付240元加班費（算式：120×2=240元）。:183
至於休息日加班，則依《勞基法》第24條第2項規定，加班2小時以內，按平日每小時工資額加給{\displaystyle 1{\frac {1}{~{}3~{}}}}以上；加班2小時後又再繼續工作，則按平日每小時工資額加給{\displaystyle 1{\frac {2}{~{}3~{}}}}以上。:184舉例來說，若某勞工平日每小時工資為新臺幣150元，休息日加班1小時，雇主應加給200元工資（算式：150×[1+{\displaystyle {1 \over 3}}]×1=200元）；休息日加班6小時，應發給1,400元（算式：(150×[1+{\displaystyle {1 \over 3}}]×2)+(150×[1+{\displaystyle {2 \over 3}}]×4)=1,400元）；休息日加班10小時，應發給2,700元（算式：(150×[1+{\displaystyle {1 \over 3}}]×2)+(150×[1+{\displaystyle {2 \over 3}}]×6)+(150×[1+1+{\displaystyle {2 \over 3}}]×2=2,700元）。:185

### 補休
雇主依第三十二條第一項及第二項規定使勞工延長工作時間，或使勞工於第三十六條所定休息日工作後，依勞工意願選擇補休並經雇主同意者，應依勞工工作之時數計算補休時數。

前項之補休，其補休期限由勞雇雙方協商；補休期限屆期或契約終止未補休之時數，應依延長工作時間或休息日工作當日之工資計算標準發給工資；未發給工資者，依違反第二十四條規定論處。——《勞動基準法》第32-1條，
臺灣雇主可以在加班事實發生後，依勞工個人意願，將加班費換成補休時數；:253至於折算的比例，則是將加班時數以「1:1」的方式換成補休時數。:262補休是一種有薪假:252，勞工休假時採「先進先出」原則休假，也就是加班事實在先的補休先休，在後的後休。:167若勞工擁有補休請求權，至補休期限屆滿或契約終止時仍未休畢，雇主依《勞基法》第32條之1第2項規定，仍負有給付加班費之義務，應以原本的加班費或休息日出勤工資標準折算成工資給付予勞工。:258
勞工加班補休的期限由勞資雙方協商決定，但不得超過勞工特別休假週期。:258也就是說，如果雇主與勞工約定以「曆年制」（每年1月1日至12月31日）為週期計算方式，則補休期限不得超過該年度12月31日，也不能遞延到次一年度再休。:259若勞工超過期限仍未休畢補休，雇主必須在工資給付日（發薪日）或期限屆滿後30日內，將補休換回加班費發給勞工。:259

## 評論與爭議
2018年1月10日，立法院通過《勞基法》修正案，修正第32條第2項規定，允許雇主經工會或勞資會議同意，得調整延長工時為「1個月不超過54小時、每3個月不超過138小時」，引發爭議。:183學者林豐賓、劉邦棟在《勞動基準法論》中指出，條文原文為「每」三個月而非「任」三個月，若以每3個月為週期，有可能造成事業單位第1個加班區間後2個月都是54小時，第2個接續區間前2個月也是54小時，連續4個月的加班型態都是54小時的現象，無法避免勞工過勞。:184陳秉暉等6位醫師或醫學生也從職業安全健康角度批評，政府以「工時帳戶」概念解釋三個月加班138小時規定，讓工時可「提領挪用」，是以勞方的彈性疲乏為代價，換取資方的彈性，恐增加勞工過勞死風險。:6
法學家周兆昱則指出，2018年修法後，勞工加班換補休之權利雖獲得明文規範，但條文規定「依勞工工作之時數計算補休時數」，明顯對勞工不利。:261他認為，《勞基法》旨在規範最低勞動條件標準，加班換補休之比例應比照同法第24條加班費之加成比例計算，而非現行條文之「1:1」方式計算，該次修法結果有「勞基法違反勞基法」之虞。:261法學家劉士豪則認為見仁見智：「立法者縱使制定不同於民法法理的法律條文，不一定就是錯。」:44
另一方面，若勞資雙方已約定每月工資內含加班費（即統包式報酬:142），勞工延長工時或休假日工作後，能否再請求加班費，在法律實務上也屢有爭議。:162例如在2010年，臺灣高等法院暨所屬法院法律座談會民事類提案第15號審查結果認為，勞工既已同意統包式報酬，如雙方約定工資未低於基本工資加計假日、延長工時工資總額，則統包式報酬並未違法，勞工事後不得任意推翻。:164不過，此一見解屢次受到挑戰，如中華民國最高法院在2020年以後多次判決認為，加班費計算標準仍應回歸《勞基法》第24條之「平日每小時工資額」標準計算，除法律另有規定之情形外，勞資雙方均應遵守之。:144因此，張清浩律師在〈加班費爭議訴訟：控制標準與統包式報酬〉中認為，法律雖未禁止統包式報酬，雇主仍須遵守《勞基法》第24條、第39條法定標準計算加班費，若計算結果低於法定標準，即應補足差額，方為合法。:152

## 參照法規
1. 1 2 3  《勞動基準法》第32條第1項：「雇主有使勞工在正常工作時間以外工作之必要者，雇主經工會同意，如事業單位無工會者，經勞資會議同意後，得將工作時間延長之。」
2. 1 2  《勞動基準法》第30條第1項：「勞工正常工作時間，每日不得超過八小時，每週不得超過四十小時。」
3. ↑  《勞動基準法施行細則》第20-1條：「本法所定雇主延長勞工工作之時間如下：

一、每日工作時間超過八小時或每週工作總時數超過四十小時之部分。但依本法第三十條第二項、第三項或第三十條之一第一項第一款變更工作時間者，為超過變更後工作時間之部分。

二、勞工於本法第三十六條所定休息日工作之時間。」
4. ↑  《勞動基準法》第2條第1項第5款：「事業單位：指適用本法各業僱用勞工從事工作之機構。」
5. ↑  《勞動基準法》第36條第3項：「雇主使勞工於休息日工作之時間，計入第三十二條第二項所定延長工作時間總數。但因天災、事變或突發事件，雇主有使勞工於休息日工作之必要者，其工作時數不受第三十二條第二項規定之限制。」
6. 1 2 3  《勞動基準法》第32條第2項：「前項雇主延長勞工之工作時間連同正常工作時間，一日不得超過十二小時；延長之工作時間，一個月不得超過四十六小時，但雇主經工會同意，如事業單位無工會者，經勞資會議同意後，延長之工作時間，一個月不得超過五十四小時，每三個月不得超過一百三十八小時。」
7. ↑  《勞動基準法》第32條第4項：「因天災、事變或突發事件，雇主有使勞工在正常工作時間以外工作之必要者，得將工作時間延長之。但應於延長開始後二十四小時內通知工會；無工會組織者，應報當地主管機關備查。延長之工作時間，雇主應於事後補給勞工以適當之休息。」
8. ↑  《勞動基準法》第42條：「勞工因健康或其他正當理由，不能接受正常工作時間以外之工作者，雇主不得強制其工作。」
9. ↑  《勞動基準法》第32條第5項：「在坑內工作之勞工，其工作時間不得延長。但以監視為主之工作，或有前項所定之情形者，不在此限。」
10. 1 2  《勞動事件法》第38條：「出勤紀錄內記載之勞工出勤時間，推定勞工於該時間內經雇主同意而執行職務。」
11. 1 2  《勞動基準法》第30條第5項：「雇主應置備勞工出勤紀錄，並保存五年。」
12. ↑  《勞動事件法》第36條第1項：「文書、勘驗物或鑑定所需資料之持有人，無正當理由不從法院之命提出者，法院得以裁定處新臺幣三萬元以下罰鍰；於必要時並得以裁定命為強制處分。」
13. ↑  《勞動事件法》第36條第5項：「當事人無正當理由不從第一項之命者，法院得認依該證物應證之事實為真實。」
14. 1 2 3 4  《勞動基準法》第24條第1項：「雇主延長勞工工作時間者，其延長工作時間之工資，依下列標準加給：

一、延長工作時間在二小時以內者，按平日每小時工資額加給三分之一以上。

二、再延長工作時間在二小時以內者，按平日每小時工資額加給三分之二以上。

三、依第三十二條第四項規定，延長工作時間者，按平日每小時工資額加倍發給。」
15. 1 2 3  《勞動基準法》第24條第2項：「雇主使勞工於第三十六條所定休息日工作，工作時間在二小時以內者，其工資按平日每小時工資額另再加給一又三分之一以上；工作二小時後再繼續工作者，按平日每小時工資額另再加給一又三分之二以上。」
16. 1 2 3  《勞動基準法》第32-1條第1項：「雇主依第三十二條第一項及第二項規定使勞工延長工作時間，或使勞工於第三十六條所定休息日工作後，依勞工意願選擇補休並經雇主同意者，應依勞工工作之時數計算補休時數。」
17. ↑  《勞動基準法》第32-1條第2項：「前項之補休，其補休期限由勞雇雙方協商；補休期限屆期或契約終止未補休之時數，應依延長工作時間或休息日工作當日之工資計算標準發給工資；未發給工資者，依違反第二十四條規定論處。」
18. 1 2  《勞動基準法施行細則》第22-2條第1項：「本法第三十二條之一所定補休，應依勞工延長工作時間或休息日工作事實發生時間先後順序補休。補休之期限逾依第二十四條第二項所約定年度之末日者，以該日為期限之末日。」